# Synchelidium longidigitatum
Synchelidium longidigitatum is een vlokreeftensoort uit de familie van de Oedicerotidae. De wetenschappelijke naam van de soort is voor het eerst geldig gepubliceerd in 1947 door Ruffo.